# Język hitu
Język hitu – język austronezyjski używany w prowincji Moluki w Indonezji, w kilku wsiach na wyspie Ambon. Według danych z 1987 roku posługuje się nim 16 tys. osób.
W latach 80. XX w. odnotowano, że jego użytkownicy zamieszkują pięć miejscowości na północnym wybrzeżu wyspy (Hila, Hitu, Mamala, Morela i Wakal). Każda ze wsi ma swój własny dialekt.
Należy do grupy kilku języków wyspy Ambon, które nie zostały całkowicie wyparte przez lokalny malajski. Według Ethnologue jest jednak zagrożony wymarciem.
Nie wykształcił piśmiennictwa.